# Wayne McCullough
Wayne McCullough, född den 7 juli 1970 i Belfast, Nordirland, är en irländsk boxare som tog OS-silver i bantamviktsboxning 1992 i Barcelona. Wayne förlorade OS-finalen mot kubanen Joel Casamayor.